# Зайпекуль
Зайпеку́ль (рос. Зайпекуль, башк. Зәйпекүл) — присілок у складі Міякинського району Башкортостану, Росія. Входить до складу Каранівської сільської ради.
Населення — 46 осіб (2010; 68 в 2002).
Національний склад:
- башкири — 60%
- татари — 40%